# Comuna Dovjok, Camenița
Dovjok (în ucraineană Довжок) este o comună în raionul Camenița, regiunea Hmelnîțkîi, Ucraina, formată din satele Dovjok (reședința) și Nahoreanî.

## Demografie
Componența lingvistică a comunei Dovjok
     Ucraineană (97,8%)
     Rusă (2,01%)
     Alte limbi (0,18%)
Conform recensământului din 2001, majoritatea populației comunei Dovjok era vorbitoare de ucraineană (97,8%), existând în minoritate și vorbitori de rusă (2,01%).